# Бертолд I фон Шауенбург
Бертолд I фон Шауенбург (на немски: Bertold I von Schauenburg; * ок. 1205; † сл. 1281) е благородник от фамилията Шауенбург. Oт ок. 1480 г. името Шауенбург става Шаумбург.
Той е син на Герхард III фон Шауенбург († сл. 1240) и съпругата му фон Лауфен (* ок. 1181). Внук е на Фридрих фон Шауенбург († сл. 1199) и правнук на Герхард II фон Шауенбург († сл. 1190). Праправнук е на граф Герхард I фон Шауенбург († 1168) и съпругата му Хайлека фон Лехсгемюнд († сл. 1157), дъщеря на граф Бертхолд фон Бургек († 1123) и графиня Беатрикс фон Дахау († сл. 1128). Потомък е на Зигехард фон Волфсьолден († 1110/1120) и Ута фон Калв († сл. 1075), дъщеря на граф Адалберт II фон Калв († 1099) и Вилтруда от Лотарингия († 1093), дъщеря на херцог Готфрид III Брадатия († 1069).

## Фамилия
Бертолд I фон Шауенбург се жени ок. 1239 г. за фон Гунделфинген (* ок. 1218), дъщеря на Улрих I фон Гунделфинген († сл. 1228) и Маргарета фон Хеленщайн († ок. 1233), дъщеря на Дегенхард фон Хеленщайн († сл. 1182). Те имат един син:
- Хайнрих I фон Шауенбург (* ок. 1242; † сл. 1268); баща на:
  - Бертолд II фон Шауенбург (* ок. 1265; † сл. 1289); баща на:
    - Хайнрих II фон Шауенбург († сл. 1315)